# Couvent de Schwarzenberg
Pour les articles homonymes, voir Schwarzenberg.
Le couvent de Schwarzenberg (Kloster Schwarzenberg) est un couvent des Frères mineurs conventuels situé à Scheinfeld en Franconie (Bavière) dans le diocèse de Bamberg.

## Histoire
Le couvent dédié à Notre-Dame-du-Bon-Secours a été fondé en 1702 sous le provincialat du P. Delmund Baumann, franciscain, issu de la province franciscaine de Thuringe. Il y avait alors à Scheinfeld une chapelle construite en 1670 par la comtesse de Schwarzenberg, née Marie-Justine de Starhemberg, pour abriter une image de Notre-Dame-du-Bon-Secours, encore vénérée aujourd'hui à l'église conventuelle actuelle. Grâce aux aumônes des pèlerins, il est décidé de déplacer l'hospice à côté de la chapelle et d'appeler les franciscains pour le diriger sous la protection du prince Ferdinand de Schwarzenberg. Ils sont au début trois Pères et quatre Frères. Les Pères s'occupent de la prédication et célèbrent les messes à la paroisse et à la chapelle du château et s'installent dans des bâtiments provisoires. C'est en 1730 que le prince Adam-François de Schwarzenberg fait construire le couvent deux ans avant de mourir. Cinq ans plus tard l'église, construite selon les plans de Balthasar Neumann, est consacrée par l'évêque Bernhard de Wurtzbourg. Les Franciscains obtiennent la permission de l'Ordinaire d'introduire au couvent après 1736 la Fraternité des Cordeliers de Saint-François d'Assise (Chordigeri S. Francisci Assisi), communauté laïque franciscaine créée en 1558 par le futur Sixte-Quint qui cessera d'exister en 1815. Cette fraternité compte à l'époque près de 20 000 fidèles en Bavière qui s'associent à diverses œuvres de charité et sont fort respectés de la population. Les franciscains au couvent sont au nombre de quatorze Pères et quatre Frères en 1751 et s'associent à la Fraternité. En plus de l'hospice, ils prêchent à Scheinfeld et dans les paroisses alentour, et s'occupent aussi des besoins spirituels des soldats catholiques de l'armée du prince Charles-Frédéric d'Anspach-Bayreuth, cantonnés à Neustadt. Ils ouvrent en 1761 un séminaire d'études (ou école supérieure), et en 1802 une petite école secondaire, ou Lateinschule (littéralement école de latin).
Un an plus tard, pendant cette époque des guerres napoléoniennes, le destin des religieux s'assombrit définitivement. C'est d'abord le recès d'Empire de 1803 qui abolit toutes les congrégations religieuses dans les territoires allemands soumis à l'autorité de Napoléon. Scheinfeld fait partie des possessions des princes de Schwarzenberg qui servaient la maison de Habsbourg et il faut attendre 1807 pour que leurs terres passent à la couronne de Bavière, royaume créé par Napoléon. Les franciscains ont le droit de demeurer dans leur couvent, mais ne peuvent plus prendre de novices et doivent se limiter uniquement à la célébration des messes paroissiales. C'est leur fin assurée. Privés de ressources et du soutien des princes de Schwarzenberg, les franciscains ne peuvent plus entretenir leur couvent. Le dernier Père meurt en 1864. Finalement le curé de Scheinfeld, l'abbé Krapp, parvient à réunir des fonds pour racheter le bâtiment et y faire venir les conventuels en 1866.
Ceux-ci rénovent le couvent et l'église et redonnent vie au pèlerinage de Notre-Dame.
Les autorités nationales-socialistes réquisitionnent le couvent entre 1940 et 1945. Les religieux reviennent quelques mois après la fin de la guerre. 
Le couvent a été restauré après un incendie à la fin des années 1960 et est devenu depuis une maison de formation pour la province allemande de l'Ordre des conventuels.